# Traditi humilitati nostrae
Traditi humilitati nostrae je papinska enciklika koju je papa Pio VIII.  objavio 21. svibnja 1829. godine, a kojom je izložio glavne smjernice svoga pontifikata. 
Što se tiče religijskog pluralizma, Pio VIII. osuđuje "pogubnu prijevaru sofista ovoga doba", koji žele izjednačiti katoličku vjeru s bilo kojom drugom religijom.
U odnosu na prijevode Biblije i djelovanje nekatoličkih biblijskih društava, napisao je sljedeće:
»Moramo biti oprezni s onima koji objavljuju Bibliju s novim tumačenjima suprotnim zakonima Crkve. Oni vješto iskrivljuju značenje svojim vlastitim interpretacijama, tiskaju Biblije na narodnim jezicima i, uz nevjerojatne troškove, nude ih besplatno čak i neobrazovanima. Osim toga, rijetko kada takve Biblije dolaze bez malih, izopačenih umetaka kojima se čitatelju podvaljuje smrtonosni otrov umjesto spasonosne vode spasenja.«
Po pitanju braka, ova enciklika je dio niza papinskih dokumenata koji "odriču pravo građanskim vlastima da reguliraju brak". Taj niz započinje pismom pape Pija VII. nadbiskupu Mainza, Etsi Fraternitatis, od 8. listopada 1803., u kojem stoji kako odluke laičkih sudova i nekatoličkih skupština o poništenju braka nemaju nikakvu vrijednost pred Crkvom. Tradicija se nastavila kroz Traditi humilitati nostrae te kasnije dokumente poput enciklike Commissum divinitus pape Grgura XVI. (1835.) i Ad Apostolicae Sedis pape Pija IX. (1851.). Pio VIII. objasnio je kako se brak "nekada smatrao isključivo načinom rađanja potomstva, no Krist ga je uzdigao do dostojanstva sakramenta, obogativši ga nebeskim darovima. Njegova svrha sada nije samo rađanje potomstva, već i odgoj djece za Boga i vjeru."
Stoga je brak izvan domene regulacije države, jer "on označava trajnu i uzvišenu zajednicu Krista s Njegovom Crkvom; stoga je tijesna zajednica muža i žene sakrament". Također, u dokumentu Litteris altero abhinc (1830.) Pio VIII. izričito navodi kako mješoviti brak (između katolika i nekatolika) može blagosloviti samo svećenik i to jedino ako se unaprijed daju odgovarajuća obećanja da će djeca biti odgajana kao katolici.
Općenito, Pio VIII. smatrao je da Katoličkoj Crkvi prijete brojne "ozbiljne opasnosti", previše da bi ih se sve navelo, te se zajedno s crkvenom hijerarhijom obvezao suočiti s tim izazovima.

## Slobodno zidarstvo
Premda se u ovom dokumentu slobodno zidarstvo ne spominje izričito, autor članka u Katoličkoj enciklopediji ipak smatra kako ovaj dokument pripada među papinske izjave usmjerene protiv slobodnog zidarstva. Također, kasniji dokumenti Crkve često su se pozivali na ovu encikliku jer osuđuje stavove "onih koji misle da se vrata vječnog spasenja otvaraju svima, bez obzira kojoj vjeri pripadali".